# Argyronome melli
Argyronome melli är en fjärilsart som beskrevs av Reuss 1922. Argyronome melli ingår i släktet Argyronome och familjen praktfjärilar. Inga underarter finns listade i Catalogue of Life.